# Левент
Левент је насеље и једна од главних пословних области у Истанбулу која се налази на европској страни града. Део је округа Бешикташ и налази се северно од Златног рога, на западној обали Босфора. Највиши небодер на Леванту је педесетчетвороспратни Истанбулски Сафир које је висок 238 m (261 m укључујући врх торња). У периоду 2010-2016. био је највиши небодер Турске, док данас заузима четврто место иза Metropol Istanbul Tower 1 (који има 70 спратова и висок је 301 m) који се налази у округу Аташехир на азијском делу града; и Skyland Istanbul Towers 1 and 2 (који имају по 70 спратова и високи су 293 m) који се налазе уз Турк Телеком Арену у округу Саријер на европском делу града.

## Етимологија
Левент је такође назив за мушкарце у Турској који потиче од Левенда, врсте војника (морнаричке пешадије) отоманске морнарице. Левенд је изведено од италијанске речи Левантино што означава особу са Левента односно Источног Медитерана. Овако су Италијани (Ђеновљани и Венецијанци) називали отоманске морепловце. У османско турском језику реч левенд са значењем морнара први пут се употребила у 16. веку. Ови морнарски војници су имали репутацију поседовања снажних, мишићавих, одважних и неустрашивих карактеристика; због чега се у турском језику и данас реч левент користи да би дефинисала одважног и храброг мушкарца. Назив Левент (Левенд) примењено је за ово насеље јер је 1780. султан Абдул Хамид I доделио пољопривредне површине Османској флоти адмирала Хасан паше на којима је почетком 19. века изграђен војни комплекс. 

## Историја
Почетком 19. века, пред крај владавине султана Селима III, први војни комплекс изграђен је на Левенту.
Године 1868. за време прве територијалне организације истанбулске општине, Левент је смештен у округ Бешикташ (који је означен као седмо подручје истанбулске општине), и од тада је остао унутар овог округа.
Модерно насеље Левент настало је 1947. када је Emlak Kredi Bankası изабрала Левент за изградњу стамбених комплекса. Крајем 80-их и почетком 90-их година прошлог века Левент је постао популарна локација за изградњу небодера који се углавном налазе у поседу турских банака или конгломерата.